# Llista de Creus de Sant Jordi/2025
Llista de Creus de Sant Jordi/2025/Persones
Llista de Creus de Sant Jordi/2025/Entitats